# USS Razorback (SS-394)
Za druga plovila z istim imenom glejte USS Razorback.
USS Razorback (SS-394) je bila jurišna podmornica razreda balao v sestavi Vojne mornarice Združenih držav Amerike.
Med drugo svetovno vojno je podmornica opravila 5 bojnih patrulj.
17. decembra 1971 so podmornico prodali Turčiji; preimenovali so jo v TCG Muratreis (S-336).